# Oscar Eschke

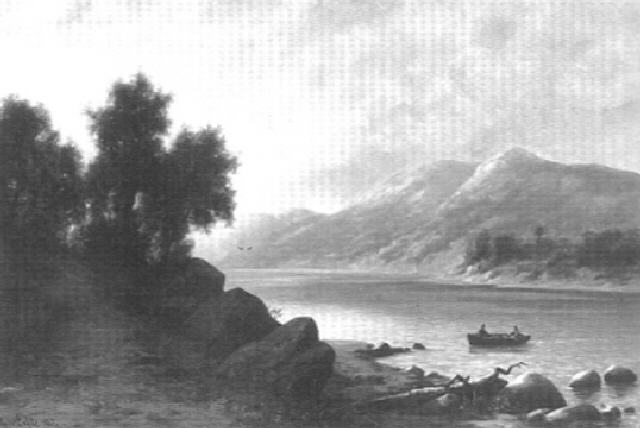
Landschaft (1887)

Hermann Oscar Eschke (* 28. Mai 1851 in Berlin; † 28. März 1892 in Chicago) war ein deutscher Marine- und Landschaftsmaler.
Oscar Eschke ist ein Bruder von Richard Eschke und war Schüler seines Vaters Hermann Benjamin Eschke in Berlin. Oscar Eschke malte vorwiegend Seeküstenlandschaften, unter anderem von Rügen, Mallorca und von der englischen Küste. 1875 beteiligte er sich an einer Seereise nach China (Beobachtung des Venus-Durchganges), später siedelte er in die USA über und heiratete am 4. Juli 1889 in Chicago die Schneiderin Emma Zschucke. Oscar Eschke wurde begraben auf dem Waldheim Friedhof Chicago.

## Auswahl von Gemälden von Oscar Eschke
- Palma auf der Insel Mallorca bei Sonnenuntergang
- Küste von Penang – Sonnenuntergang
- Die Fratelli-Felsen im Mittelmeer, an der afrikanischen Küste
- Oderufer
- Landschaft aus Mecklenburg